# Louis Hardiquest
 (décembre 2021).
Si vous disposez d'ouvrages ou d'articles de référence ou si vous connaissez des sites web de qualité traitant du thème abordé ici, merci de compléter l'article en donnant les références utiles à sa vérifiabilité et en les liant à la section « Notes et références ».
Louis Hardiquest est un coureur cycliste belge, né le 15 décembre 1910 à Hoegaarden, mort le 20 janvier 1991 à Hoegaarden. Il fut professionnel de 1932 à 1940.

## Palmarès
- 1932
  - Tour d'Hesbaye
  - 1re étape du Tour de Catalogne
  - 3e de Bruxelles-Liège
  - 3e du championnat de Belgique de cyclo-cross
  - 3e du Tour de Belgique indépendants
- 1933
  - Tour de Corrèze
  - Circuit des régions flamandes
  - 2e de Paris-Nice
  - 2e du Grand Prix de l'Escaut
- 1934
  - Circuit des régions flamandes
  - Circuit du Morbihan
  - 2e du Grand Prix d'Hesbaye
  - 3e du Tour d'Hesbaye
  - 8e de Paris-Roubaix
- 1935
  - Paris-Belfort
  - 1re étape du Tour de l'Ouest
  - 2e de Paris-Rennes
  - 2e de Paris-Bruxelles
  - 2e du Circuit de Paris
  - 3e de Liège-Bastogne-Liège
- 1936
  - Tour des Flandres
  - 8e étape du Tour de l'Ouest
  - 2e du championnat de Belgique sur route
  - 3e de Paris-Bruxelles
  - 3e de Marseille-Lyon
- 1937
  - Paris-Boulogne-sur-Mer
  - Grand Prix d'Hesbaye
  - 3e de Paris-Limoges
  - 3e du Tour des Flandres
- 1938
  - Tielt-Anvers-Tielt
  - 2e de Paris-Roubaix
  - 2e du Circuit de Paris
  - 2e du Grand Prix de Zottegem
- 1939
  - 2e du Grand Prix de la ville de Vilvorde
- 1940
  - 3e de Ransart-Beaumont-Ransart

## Résultats sur les grands tours

### Tour de France
- 1933 : abandon (8e étape)
- 1934 : abandon (6e étape)
- 1935 : abandon (15e étape)